# Telopora digitata
Telopora digitata is een mosdiertjessoort uit de familie van de Cerioporidae. De wetenschappelijke naam van de soort is, als Fasciculipora digitata, voor het eerst geldig gepubliceerd in 1875 door Busk.